# ТЕС Ель-Атф
ТЕС Ель-Атф — теплова електростанція на півночі Єгипту в дельті Нілу, розташована за 40 км на схід від Александрії в межах міста Махмудія.
У 2009—2010 роках тут ввели в експлуатацію один енергоблок, виконаний за технологією комбінованого парогазового циклу. Він обладнаний двома газовими турбінами японської компанії MHI типу M701F, які через котли-утилізатори живлять одну парову турбіну італійської компанії Ansaldo. Потужність кожної з турбін становить 250 МВт.
Можливо відзначити, що станція Ель-Афт стала однією з багатьох парогазових ТЕС, зведених в Єгипті, починаючи з другої половини 2000-х. Наприклад, у тих же 2009—2010 роках ввели аналогічний блок на александрійській ТЕС Сіді-Крір.  
Забір води охолодження відбувається з Розетського рукаву дельти Ніла.
Природний газ для роботи ТЕС надходить по перемичці, що сполучає трубопроводи Ідку – Дашур і Тальха – Каїр (обидва прямують від середземноморського узбережжя до каїрської агломерації).